# Astragalus gryphus
Astragalus gryphus är en ärtväxtart som beskrevs av Aleksandr Andrejevitj Bunge. Astragalus gryphus ingår i släktet vedlar, och familjen ärtväxter. Inga underarter finns listade i Catalogue of Life.